# Ceuta Ya!
 (février 2019).
Si vous disposez d'ouvrages ou d'articles de référence ou si vous connaissez des sites web de qualité traitant du thème abordé ici, merci de compléter l'article en donnant les références utiles à sa vérifiabilité et en les liant à la section « Notes et références ».
 Ceuta Ya!, anciennement la Coalition Caballas (caballas veut dire maquereaux en français, un surnom des habitants de Ceuta) est un parti dont le but est de défendre les intérêts de la ville de Ceuta.

## Description

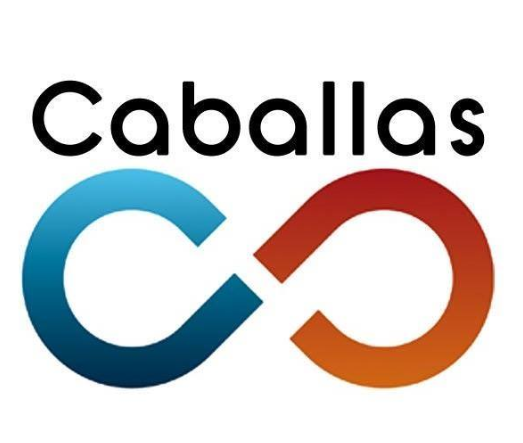
Logo de la Coalition Caballas, prédécesseur de Ceuta Ya! entre 2011 et 2021

La Coalition Caballas est une coalition de gauche créée en 2011 par l'Union démocratique ceutienne (es) (UDCE) et le Parti socialiste du peuple de Ceuta (es) (PSPC). Le 16 septembre 2021, la Coalition Cabellas est dissoute et est remplacée par Ceuta Ya!, officiellement présentée le 15 octobre 2021.